# Giovanni Cianfriglia
Giovanni Cianfriglia (Anzio, 5 aprile 1935 – Anzio, 30 ottobre 2024) è stato un attore e stuntman italiano.
Attore caratterista, fu spesso accreditato con pseudonimi, tra i quali Ken Wood e John Richmond. Prese parte a numerosi film spesso col fratello minore Domenico, anch'egli attore e stuntman.

## Biografia
Esordì da giovanissimo come comparsa e controfigura di Steve Reeves in Le fatiche di Ercole, del 1958, ruolo che gli fu affidato per il suo fisico prestante e atletico.
La sua principale attività nel mondo del cinema fu comunque quella di interprete: recitò infatti in un gran numero di film in Italia, Francia e Stati Uniti sotto la direzione di decine di registi, tra i quali Sergio Corbucci, Michele Lupo, Enzo G. Castellari e Umberto Lenzi, lavorando in pellicole di molti generi, anche polizieschi con Maurizio Merli, e in diversi film con Bud Spencer e Terence Hill.
Morì ad Anzio il 30 ottobre 2024 all'età di 89 anni. Il giorno dopo, nella chiesa dei Santi Pio e Antonio, ad Anzio, si svolsero i funerali.

## Filmografia

Giovanni Cianfriglia con Terence Hill e Bud Spencer in ...altrimenti ci arrabbiamo! (1974)

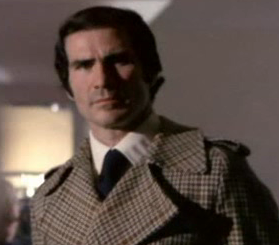
Giovanni Cianfriglia in La polizia ha le mani legate (1975)

- Le fatiche di Ercole, regia di Pietro Francisci (1958)
- Il pirata dello sparviero nero, regia di Sergio Grieco (1958)
- Morgan il pirata, regia di André De Toth e Primo Zeglio (1960)
- La guerra di Troia, regia di Giorgio Ferroni (1961)
- Romolo e Remo, regia di Sergio Corbucci (1961)
- Il figlio di Spartacus, regia di Sergio Corbucci (1962)
- Una regina per Cesare, regia di Piero Pierotti (1962)
- Finché dura la tempesta, regia di Charles Frend e Bruno Vailati (1963)
- Sandokan, la tigre di Mompracem, regia di Umberto Lenzi (1963)
- Sandok, il Maciste della jungla, regia di Umberto Lenzi (1964)
- Danza macabra, regia di Antonio Margheriti (1964)
- La vendetta dei gladiatori, regia di Luigi Capuano (1964)
- La montagna di luce, regia di Umberto Lenzi (1965)
- La rivincita di Ivanhoe, regia di Tanio Boccia (1965)
- La sfida dei giganti, regia di Maurizio Lucidi (1965)
- Agente Z 55 missione disperata, regia di Roberto Bianchi Montero (1965)
- Gli uomini dal passo pesante, regia di Mario Sequi (1965)
- Tecnica di un omicidio, regia di Franco Prosperi (1966)
- Johnny Oro, regia di Sergio Corbucci (1966)
- I cinque della vendetta, regia di Aldo Florio (1966)
- Superargo contro Diabolikus, regia di Nick Nostro (1966)
- Ballata per un pistolero, regia di Alfio Caltabiano (1967)
- Colpo doppio del camaleonte d'oro, regia di Giorgio Stegani (1967)
- Killer Kid, regia di Leopoldo Savona (1967)
- Hypnos - Follia di massacro, regia di Paolo Paolo Bianchini (1967)
- La feldmarescialla - Rita fugge... lui corre... egli scappa, regia di Steno (1967)
- Devilman Story, regia di Paolo Bianchini (1967)
- Se vuoi vivere... spara!, regia di Sergio Garrone (1968)
- L'invincibile Superman, regia di Paolo Bianchini (1968)
- Il pistolero segnato da Dio, regia di Giorgio Ferroni (1968)
- All'ultimo sangue, regia di Paolo Moffa (1968)
- Tre croci per non morire, regia di Sergio Garrone (1968)
- Ammazzali tutti e torna solo, regia di Enzo G. Castellari (1968)
- Ciakmull - L'uomo della vendetta, regia di Enzo Barboni (1970)
- La sfida dei MacKenna, regia di León Klimovsky (1970)
- Indio Black, sai che ti dico: sei un gran figlio di..., regia di Gianfranco Parolini (1970)
- Wanted Sabata, regia di Roberto Mauri (1970)
- Le tigri di Mompracem, regia di Mario Sequi (1970)
- Arriva Durango... paga o muori, regia di Roberto Bianchi Montero (1971)
- Il ritorno del gladiatore più forte del mondo, regia di Bitto Albertini (1971)
- L'arciere di fuoco, regia di Giorgio Ferroni (1971)
- È tornato Sabata... hai chiuso un'altra volta!, regia di Gianfranco Parolini (1971)
- Il giorno del giudizio, regia di Mario Gariazzo (1971)
- W Django!, regia di Edoardo Mulargia (1971)
- Ettore lo fusto, regia di Enzo G. Castellari (1972)
- Amico, stammi lontano almeno un palmo, regia di Michele Lupo (1972)
- I senza Dio, regia di Roberto Bianchi Montero (1972)
- Sei iellato, amico hai incontrato Sacramento, regia di Giorgio Cristallini (1972)
- Spirito Santo e le 5 magnifiche canaglie, regia di Roberto Mauri (1972)
- Seminò morte... lo chiamavano il Castigo di Dio!, regia di Roberto Mauri (1972)
- Bada alla tua pelle, Spirito Santo!, regia di Roberto Mauri (1972)
- La mala ordina, regia di Fernando Di Leo (1972)
- Tutti fratelli nel west... per parte di padre, regia di Sergio Grieco (1972)
- ...e poi lo chiamarono il Magnifico, regia di Enzo Barboni (1972)
- Anche gli angeli mangiano fagioli, regia di Enzo Barboni (1973)
- La polizia ha le mani legate, regia di Luciano Ercoli (1973)
- Piedone lo sbirro, regia di Steno (1973)
- ...altrimenti ci arrabbiamo!, regia di Marcello Fondato (1974)
- Il poliziotto della brigata criminale (Peur sur la ville), regia di Henri Verneuil (1975)
- Piedone a Hong Kong, regia di Steno (1975)
- Il soldato di ventura, regia di Pasquale Festa Campanile (1976)
- Il grande racket, regia di Enzo G. Castellari (1976)
- Keoma, regia di Enzo G. Castellari (1976)
- Bluff - Storia di truffe e di imbroglioni, regia di Sergio Corbucci (1976)
- Napoli violenta, regia di Umberto Lenzi (1976)
- In nome del Papa Re, regia di Luigi Magni (1977)
- I due superpiedi quasi piatti, regia di Enzo Barboni (1977)
- Piedone l'africano, regia di Steno (1978)
- Lo chiamavano Bulldozer, regia di Michele Lupo (1978)
- Pari e dispari, regia di Sergio Corbucci (1978)
- Uno sceriffo extraterrestre... poco extra e molto terrestre, regia di Michele Lupo (1979)
- Piedone d'Egitto, regia di Steno (1980)
- Chissà perché... capitano tutte a me, regia di Michele Lupo (1980)
- Occhio alla penna, regia di Michele Lupo (1981)
- Chi trova un amico trova un tesoro, regia di Sergio Corbucci (1981)
- Banana Joe, regia di Steno (1982)
- Bomber, regia di Michele Lupo (1982)
- Gunan il guerriero, regia di Francesco Prosperi (1982)
- Il pentito, regia di Pasquale Squitieri (1985)
- Big Man – serie TV, episodio 1x01 (1988)
- Le comiche, regia di Neri Parenti (1990)
- Briganti - Amore e libertà, regia di Marco Modugno (1993)
- Il burattinaio, regia di Ninì Grassia (1994)
- Operazione Odissea, regia di Claudio Fragasso (1999)
- Alex l'ariete, regia di Damiano Damiani (2000)

## Doppiatori italiani
- Glauco Onorato in Danza macabra[6], Superargo contro Diabolikus
- Luciano De Ambrosis in Colpo doppio del camaleonte d'oro[7], ...altrimenti ci arrabbiamo!
- Pino Locchi in L'invincibile Superman